# Ramón Díaz (economista)
Ramón Tomás Díaz Gaspar (Montevideo, 30 de mayo de 1926-Montevideo, 7 de enero de 2017) fue un periodista, docente, abogado y especialista en economía con vasta experiencia en temas comerciales y financieros, siendo uno de los intelectuales uruguayos más influyentes de las últimas décadas.

## Biografía
Ramón Díaz nació en Montevideo el 30 de mayo de 1926. Era hijo de Ramón Pablo Díaz, de nacionalidad uruguaya y ascendencia gallega, y María Elena Gaspar, de nacionalidad española con raíces aragonesas. Su primera infancia transcurrió en una quinta en la zona de Colón y cerca del Club de Golf, por la calle Dr. Héctor Miranda.
Su padre fue un destacado abogado y político riverista elegido dos veces como senador de la República por el Partido Colorado, departamento de Maldonado, cargo que ejerció entre 1923 y 1929, y una vez diputado por el departamento de Lavalleja, por el que ocupó la banca entre 1929 y 1932. Fue segundo vicepresidente del Senado en 1924 y primer vicepresidente en 1925.
El tío de Ramón Díaz fue Pedro Díaz, otra destacada figura de la política y el debate nacional de su época. Único diputado electo en la historia por el efímero Partido Liberal, que concurrió en coalición a las elecciones nacionales de 1910 junto al Partido Socialista, por el que fue electo también diputado por primera vez Emilio Frugoni. Tanto el tío y el padre de Ramón Díaz fueron destacados militantes liberales anticlericales, sin embargo, es más conocida la contribución de su tío Pedro, cuyo debate que mantuvo con el escritor José Enrique Rodó sobre el retiro de los crucifijos de los hospitales pasó a la posterioridad en el libro Liberalismo y jacobinismo.

## Carrera
Fue subsecretario del Ministerio de Industria y Comercio entre 1968 y 1969. También fue director de la Oficina de Planeamiento y Presupuesto en 1970 y presidente del Banco Central desde 1990 hasta 1993. Fue docente universitario de intensa actuación en el área de la economía política, internacional y comercial. 
En 1990, el presidente Luis Alberto Lacalle le confió la presidencia del Banco Central del Uruguay, cargo que desempeñó hasta 1993. Ramón Díaz fue así uno de los artífices del proceso de reperfilamiento de deuda externa del Uruguay en los años 1990.
En 2004, fue precandidato a la Presidencia de la República por la agrupación Libertad de Elegir, integrante del recién creado Partido Liberal.
También fue un periodista prolífico, fundando la revista Búsqueda de Uruguay. Publicó numerosos trabajos, en el país y  en el extranjero, particularmente referidos a economía, siendo presidente de la Academia Nacional de Economía del Uruguay desde el 2000 hasta el 2005. Su principal obra es Historia Económica de Uruguay (Taurus, 2003) en la que explica el desempeño económico del Uruguay desde los orígenes de país hasta la crisis de 2002.
El 15 de agosto de 2009 el diario uruguayo El Observador, del que Díaz había sido columnista, anunció que el periodista se retiraría de sus páginas. Según una columna escrita por el director del diario Ricardo Peirano, la suspensión de la columna sabatina de Ramón Díaz se debía a "razones de índole personal". También escribió una columna de opinión en el semanario que creó hace 40 años en Búsqueda.
El 10 de noviembre de 2009 la Academia Nacional de Economía le realizó un homenaje por su trayectoria en el que se destacó su aporte al desarrollo de la ciencia económica y a la comprensión de la historia de Uruguay.

## Ideología
Fue de los máximos exponentes del pensamiento liberal en Uruguay, desde cuando en su país natal predominaban las tesituras estatistas, siendo en 1998 presidente de la Sociedad Mont Pelerin, que nuclea a los intelectuales liberales de todo el mundo.

## Obras
- Moral y Economía. 1986
- Los monopolios legales. 1989
- Diálogo sobre el liberalismo. Montevideo: Taurus. 2001. (con Pablo da Silveira)
- Historia Económica de Uruguay. Santillana. 2003
- Sobre esto y aquello. Universidad de Montevideo. 2009. (Colección de artículos escritos por el Dr. Ramón Díaz en El Observador, en la sección Sobre esto y aquello, entre los años 2001 y 2004)